# 1553
Évszázadok: 15. század – 16. század – 17. század
Évtizedek: 1500-as évek – 1510-es évek – 1520-as évek – 1530-as évek – 1540-es évek – 1550-es évek – 1560-as évek – 1570-es évek – 1580-as évek – 1590-es évek – 1600-as évek
Évek: 1548 – 1549 – 1550 – 1551 –  1552 – 1553 – 1554 – 1555 – 1556 – 1557 – 1558

## Események

### Határozott dátumú események
- július 10–19. – Lady Jane Grey kilencnapos uralkodása.[1]

## Az év témái

### 1553 a tudományban
- Miguel Serveto Christianismi restitutio című teológiai művében elsőként írja le a kisvérkört.[2]

### 1553 az irodalomban
- Lyonban megjelent Bakfark Bálint szólólantra komponált műveinek gyűjteménye, az úgynevezett Lyoni lantkönyv.[3]
- Tinódi Lantos Sebestyén megírta Eger históriás énekét, mely Gárdonyi Géza: Egri csillagok című történelmi regényének forrásául szolgált.[4]
- Heltai Gáspár kolozsvári nyomdájában megjelenik az első ismert magyar ábécéskönyv.[5]

## Halálozások
- július 6. – VI. Eduárd, angol király[6] (* 1537)
- október 6. – Musztafa herceg, Manisa kormányzója, I. Szulejmán oszmán szultán második fia és harmadik gyereke (* 1515)
- október 16. – Id. Lucas Cranach, német festő (* 1472)
- október 27. – Szervét Mihály, megégetése Genfben (* 1511)
- november 1. – Révay Ferenc, magyar alnádor (* 1489)